# تشارلز كروفورد (كاتب)
تشارلز كروفورد (بالإنجليزية: Charles Crawford)‏ هو كاتب أمريكي، ولد في 27 ديسمبر 1866 في كوشوكتون في الولايات المتحدة، وتوفي في 28 ديسمبر 1945 في كانساس في الولايات المتحدة.